# Hylaeanthe polystachya
Hylaeanthe polystachya là một loài thực vật có hoa trong họ Marantaceae. Loài này được (Pulle) A.M.E.Jonker & Jonker mô tả khoa học đầu tiên năm 1955.